# Abbaye de Beaupré à Grimminge
Pour les articles homonymes, voir Abbaye de Beaupré.
L'abbaye de Beaupré était située autrefois à Grimminge, en Belgique, sur la Dendre, non loin de Grammont. Les bâtiments subsistants font aujourd'hui partie d'un domaine privé.
L'abbaye est fondée en 1228, détruite au XVIe siècle lors des révoltes des gueux et reconstruite en 1590. La Révolution française sonne définitivement le glas de l'abbaye.

## Abatissa in "Bellum Pratum"
Les abbesses était élues de grandes familles, d'ancienne noblesse.
| XXX    | 1630-1661 | dame Maximilienne d'Oyenbrugghe |                                                 |
| XXXI   | 1661-1668 | dame Antonia de Quarré          | Enterrée avec son beau-frère le Comte de Ledron |
| XXXII  | 1668-1681 | dame Lutgardis de Le Poire      |                                                 |
| XXXIII | 1681-1704 | dame Angelina de Lanfranchye    | Enterrée avec son frère Jacques de Lanfrancye   |
| XXXIV  | 1704-1714 | dame Anna de Fraye              |                                                 |
| XXXV   | 1715-1727 | dame Fievet                     |                                                 |
| XXXVI  | 1727-?    | dame Bona de Lambrecht          |                                                 |